# Niko Paech

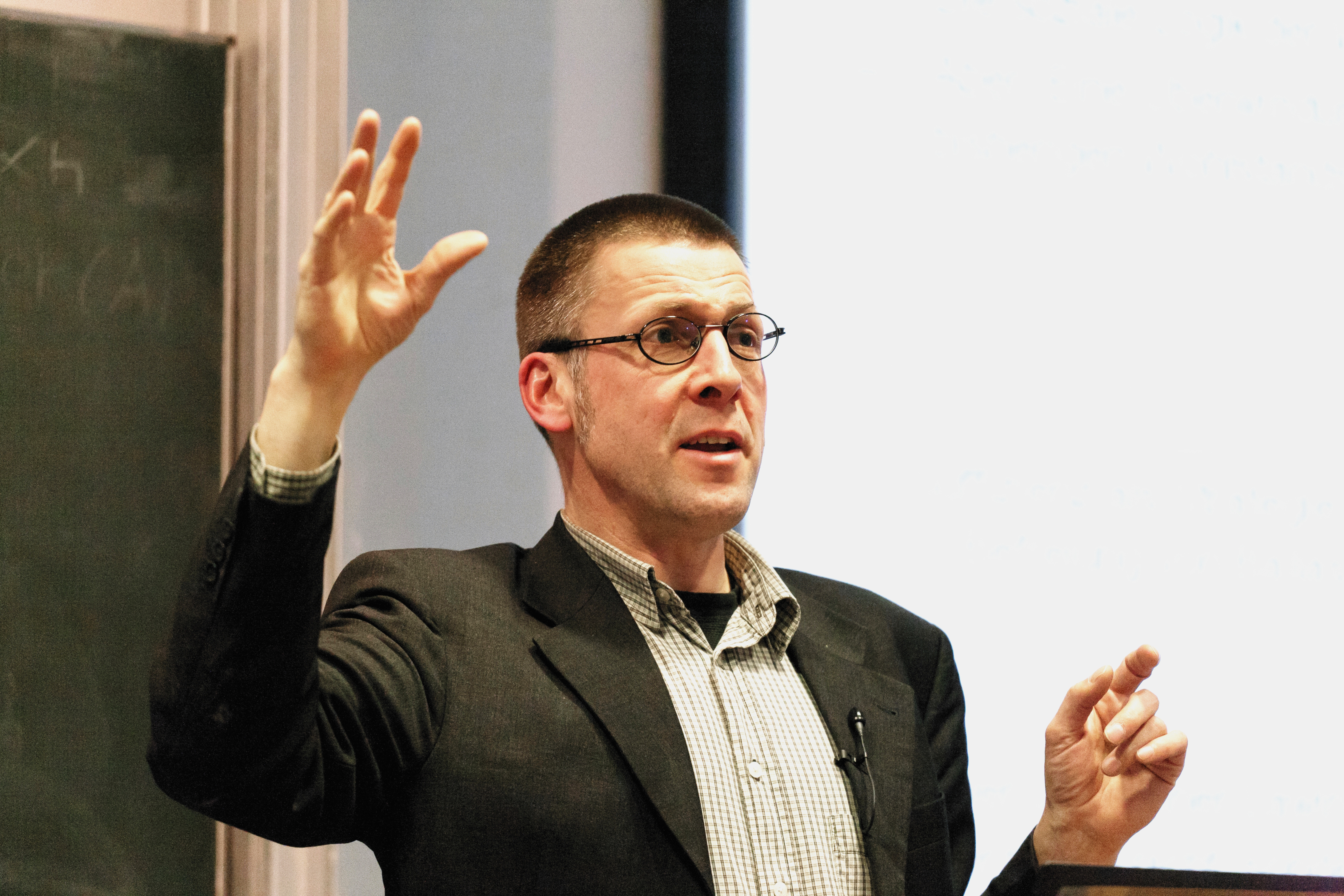
Niko Paech auf einer Veranstaltung zur Postwachstumsökonomie (2011)

Niko Paech (* 9. Dezember 1960 in Schüttorf) ist ein deutscher Volkswirt. Er lehrt und forscht an der Universität Siegen als außerplanmäßiger Professor im Bereich der Pluralen Ökonomik.
Seine Forschungsschwerpunkte liegen unter anderem im Bereich der Umweltökonomie, der Ökologischen Ökonomie und der Nachhaltigkeitsforschung. Paech hat in Deutschland den Begriff der „Postwachstumsökonomie“ geprägt und gilt als Verfechter der Wachstumskritik.

## Leben
Paech erlangte 1987 ein Diplom in Volkswirtschaftslehre an der Universität Osnabrück. Anschließend arbeitete er dort bis 1997 als wissenschaftlicher Mitarbeiter mit dem Forschungsschwerpunkt Außenwirtschaft bei Michael Braulke. 1993 wurde er zum Thema Die Wirkung potentieller Konkurrenz auf das Preissetzungsverhalten etablierter Firmen bei Abwesenheit strategischer Asymmetrien im Bereich Contestable Markets promoviert. Parallel arbeitete er als Unternehmensberater im Bereich ökologische Lebensmittel und kandidierte bei der Wahl 1990 für den niedersächsischen Landtag.
2005 war Paech einer der Gründer und erster Vorstandssprecher des wissenschaftlichen Zentrums CENTOS (Oldenburg Center for Sustainability Economics and Management) und leitet seit 2006 das Forschungsprojekt GEKKO. Von 2010 bis 2014 war er zunächst gemeinsam mit Gerhard Oesten, später mit Oliver Richters, Vorsitzender der Vereinigung für Ökologische Ökonomie (VÖÖ). Paech war außerdem Mitglied des wissenschaftlichen Beirates von attac-Deutschland. Paech ist zudem Mitglied und wissenschaftlicher Beirat des Vereins Naturschutzinitiative e. V., der einen von Naturschutz befreiten Klimaschutz als Ersatzreligion sieht.

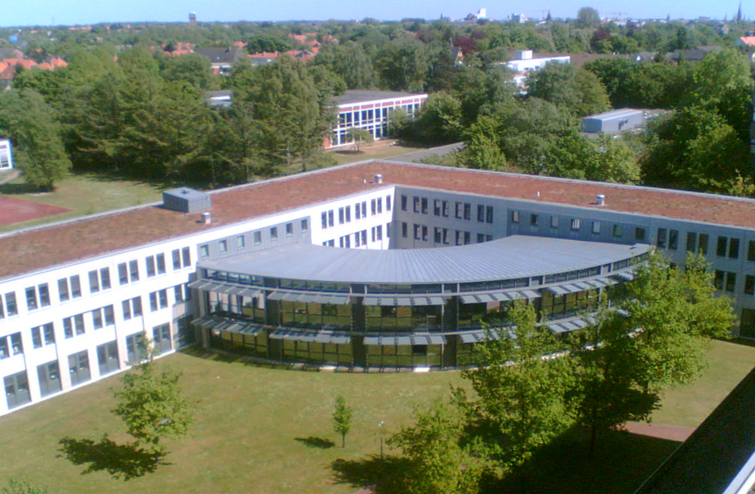
Paechs ehemalige Wirkungsstätte im Institut für Betriebswirtschaftslehre und Wirtschaftspädagogik der Universität Oldenburg

Im Jahre 2006 wurde ihm für seine im Vorjahr publizierte Habilitationsschrift zum Thema Nachhaltiges Wirtschaften jenseits von Innovationsorientierung und Wachstum – Eine unternehmensbezogene Transformationstheorie der Kapp-Forschungspreis für Ökologische Ökonomie verliehen. Von 2008 bis 2018 organisierte er gemeinsam mit Werner Onken die „Ringvorlesung zur Postwachstumsökonomie“ in Oldenburg, in der Vortragende aus Wissenschaft und Gesellschaft über die Bedingungen und Möglichkeiten einer Postwachstumsökonomie diskutieren. 2012 veröffentlichte er die Streitschrift „Befreiung vom Überfluss“. 2014 wurde er mit dem Zeit-Wissen-Preis Mut zur Nachhaltigkeit ausgezeichnet.
Von 2008 bis 2016 vertrat Paech den in dieser Zeit unbesetzten Lehrstuhl für Produktion und Umwelt („PUM“) an der Carl von Ossietzky Universität Oldenburg. Im Jahr 2010 ist er an der Universität Oldenburg zum außerplanmäßigen Professor ernannt worden. Seit 2016 lehrt er im Rahmen des neuen Masterstudiengangs Plurale Ökonomik an der Universität Siegen. 2018 wurde er dort ebenfalls zum außerplanmäßigen Professor ernannt.

## Postwachstumsökonomie
Der von Paech in Deutschland ab 2006 in die Diskussion gebrachte Begriff der Postwachstumsökonomie bezeichnet ein Wirtschaftssystem, das zur Versorgung des menschlichen Bedarfs nicht auf Wirtschaftswachstum angewiesen ist. Paech zufolge bedingen Faktoren wie Ressourcenknappheit, psychische Grenzen („Überforderungssyndrom“), die Krisenanfälligkeit des Finanz-, Kapital- und Geldsystems, sowie ökologische Grenzen (Planetary Boundaries) das Ende des Wachstums. Paech grenzt sich bewusst von Begriffen der Nachhaltigkeitsdebatte wie „grünem“ oder „nachhaltigem“ Wachstum ab, bezeichnet das Konzept von grünem Wachstum gar als Utopie, Wunder oder Mythos. Er sieht sich aber auch ausdrücklich nicht als Linker und bezeichnet sich als eher konservativ sowie dem Anarchismus nahestehend. Die Notwendigkeit für eine stationäre Wirtschaft ergibt sich für ihn aus der nach seiner Auffassung gescheiterten Entkopplung der Umweltschäden und des Rohstoffverbrauchs von der Wertschöpfung und aus ökonomischen Grenzen wie dem globalen Ölfördermaximum.

### Begründung für die Notwendigkeit einer Postwachstumsökonomie
Paech vertritt die Ansicht, dass die modernen Gesellschaften ihren wachsenden materiellen Wohlstand durch Entgrenzungsmechanismen erlangt haben.:10 Die konsumierten Güter seien mit lokalen und regionalen Ressourcen und den eigenen körperlichen Fähigkeiten gar nicht zu produzieren.
Diese Perspektive deckt sich mit neueren Analysen von Akteuren wie der Europäischen Zentralbank, dem Finanzdienstleister Barclays oder der Weltbank.
Erst maschinelle, elektrifizierte, automatisierte oder digitalisierte Hilfsmittel würden die Befriedigung materieller Ansprüche ermöglichen; regional nicht vorhandene Ressourcen würden mit Hilfe globaler Wertschöpfungsketten andernorts beschafft. Die bei der Produktion auftretenden ökologischen Probleme würden so einerseits örtlich verlagert,:49 zugleich jedoch die Kosten mittels Krediten in die Zukunft verschoben.:57 Ständig neue Technologien würden das Problem verschärfen, da alte Maschinen entsorgt werden müssten – eine langfristigere Nutzung sei aber oftmals insgesamt nachhaltiger als der frühzeitige Ersatz.:97 Gesellschaften, die von dieser „Fremdversorgung“ besonders abhängig seien, weil die Menschen sich ausschließlich mittels Geld versorgen, seien besonders anfällig: Sie stünden unter Wachstumszwang, weil „moderne, zumal industriell arbeitsteilige Versorgungssysteme ohne Wachstum ökonomisch und sozial nicht zu stabilisieren sind.“:64–5
Neben den ökologischen Schäden betont Paech, dass die Menschen vom Konsum auch psychisch überfordert seien. Er kritisiert insbesondere das Streben nach Wachstum, den „Expansionsrausch“ und die „verantwortungslose Selbstverwirklichung durch materiellen Konsum“. Er bezeichnet dies als „Konsumverstopfung“ oder „Konsum-Burnout“, die „radikale Reduktion von Ansprüchen, welche der materiellen Selbstverwirklichung dienen, sei kein Mangel, sondern ein Gewinn.“ Mit Verweis auf Ansätze der Lebenszufriedenheitsforschung argumentiert Paech, dass subjektives Wohlbefinden an Faktoren geknüpft ist wie zwischenmenschliche Beziehungen, Gesundheit, Anerkennung sowie eine intakt empfundene Umwelt. Diese Faktoren benötigen jedoch mehr Zeit und nicht mehr Geld. Das Wohlbefinden sei demnach nicht durch mehr Konsum oder Einkommen zu steigern.:126

### Niko Paechs Konzept
Der Kerngedanke der Postwachstumsökonomie besteht in der Aufhebung struktureller sowie kultureller Wachstumstreiber und Wachstumszwänge. Dafür vertraut Paech auf fünf Prinzipien: institutionelle Innovationen, stoffliche Nullsummenspiele, Regionalökonomie, Subsistenz (lateinisch subsistentia, ‚Bestand‘, : ‚durch sich selbst, Selbständigkeit‘: ‚sich selbst erhaltend‘) und Suffizienz (lateinisch sufficere, ‚ausreichen‘, ‚möglichst geringer Ressourcenverbrauch‘), „die letztlich in einer höheren individuellen Lebensqualität und mehr Gemeinwohl resultieren.“ Mittels Genügsamkeit bzw. Suffizienz würde der Anspruch verringert, Ressourcen zu verbrauchen. Dies schließt für Paech einen weitgehenden Rückbau von Autobahnen und Flughäfen ein.
Für die Produktion soll die Distanz zwischen Verbrauch und Herstellung verringert werden. Statt globaler Wertschöpfungsketten empfiehlt er einfache Technologien, welche die Produktivität menschlicher Arbeit erhöhen, ohne diese vollständig zu ersetzen, wie z. B. mechanische Nähmaschinen und Angelruten.:59 Durch eine Erhöhung der Regional-, Lokal- oder Selbstversorgung würden die strukturellen Wachstumstreiber der „Fremdversorgung“ verringert. Die Kombination aus Gemeinschaftsnutzung sowie Nutzungsdauerverlängerung von Gütern und Eigenproduktion könne dazu beitragen, die Industrieproduktion zu halbieren und die Notwendigkeit monetär entlohnter Erwerbsarbeit zu senken, ohne dass der materielle Wohlstand halbiert werden müsste. Denn: „Wenn Konsumobjekte doppelt so lange halten und/oder doppelt so intensiv genutzt werden, reicht die Hälfte an industrieller Produktion, um dasselbe Quantum an Konsumfunktionen oder 'Services' zu extrahieren.“:123 Aus Konsumenten werden dabei sogenannte Prosumenten, weil sie die hergestellten Güter verbessern und reparieren können.
Für die Individuen schlägt Paech vor, eine größere Zufriedenheit und eine geringere Abhängigkeit von globalen Wertschöpfungsketten anzustreben. Es existierten allerdings keine per se nachhaltigen Produkte und Technologien, sondern nur nachhaltige Lebensstile. Diese könnten durch Reduzierung der Arbeitszeit auf eine 20-Stunden-Woche und mehr Zeit für den Selbstanbau von Obst und Gemüse und für die Instandsetzung und das Teilen von Gegenständen erreicht werden. Dadurch hätten die Menschen mehr Freizeit und ein entschleunigtes Leben. Durch die Orientierung am menschlichen Maß und die Rückkehr zur Sesshaftigkeit würden die kulturellen Wachstumstreiber verringert.:103–12 Subsistenz beziehungsweise Selbstversorgung als zweites Prinzip würde durch eigene Produktion, Gemeinschaftsnutzung (Sharing Economy), Reparatur und gemeinnützige Arbeit erreicht. Er empfiehlt, effiziente, wandelbare und wiederverwertbare Produkte herzustellen. Er regt an, handwerkliche und manuelle Versorgungsleistungen für sich selbst und für das nahe soziale Umfeld unentgeltlich zu erbringen, um sich selbst vor zukünftigen Ressourcenknappheiten zu wappnen, die Umwelt zu schützen und Wachstumszwänge zu mildern. Er hält es für sinnvoll, wenn eine Avantgarde bereits einen entsprechenden Lebensstil pflegt und mit weniger Konsum gut auskommt, damit sie mit ihrem Erfahrungswissen und ihrem Vorbild dazu beiträgt, Frustrationen, Ängste und eventuelle Gewalt zu verringern.
Das Fazit dieser Erneuerung wäre laut Paech zwar, dass der aktuelle materielle Wohlstand sich so nicht aufrechterhalten ließe, allerdings verbessere sich die Resilienz, also die ökonomische Stabilität der Versorgung.:11 Institutionell schlägt Paech Regionalwährungen mit Umlaufsicherung sowie Veränderungen am Finanzmarkt vor, wobei er sich insbesondere auf Hans Christoph Binswanger beruft. Im Umgang mit Boden fordert er eine Begrenzung der Flächenversiegelung. Zur Bekämpfung der Klimakrise und Einhaltung des globalen 2-Grad-Zieles schlägt er für jeden Bürger einheitliche Treibhausgas-Emissionskontingente, orientiert an der jährlichen Kompensationskapazität des globalen Ökosystems, (ca. 2-3 t/Jahr) vor.
Im Hinblick auf die Bewältigung des Klimawandels setzt Niko Paech weniger auf den Einsatz erneuerbarer Energien als vor allem auf den Ausstieg aus der Konsumorientierung.

## Rezeption
In einer Rezension des Buches Befreiung vom Überfluss  kritisiert Fred Luks in der ZEIT, Paech nehme zu wenig Rücksicht auf die politische Dimension der Probleme und fokussiere sich zu stark auf individuelle Einschränkungen. Annette Jensen in der tageszeitung erkennt in dem Buch eine scharfe und ironische Kritik des aktuellen Wachstumsmodells, vermisst jedoch eine überzeugende „Wegbeschreibung in eine wünschbare Zukunft“. Ulrich Schachtschneider erkennt in der Zeitschrift für Sozialökonomie an, dass Paech „seine Skizze einer Postwachstumsökonomie konsequent aus seiner Ursachenanalyse“ herleitet und hält das Buch für einen „fulminanten Aufschlag“ und „Meilenstein“ im wachstumskritischen Diskurs, vermisst aber ebenfalls eine tiefere Diskussion der politischen Rahmenbedingungen. Martin Leschke sieht Paechs Ansatz aus der Perspektive der konstitutionellen Ökonomie als radikalen Gegenentwurf zur Marktwirtschaft und meint, dass Paech die Möglichkeiten unterschätze, mittels neuer Ideen weiteres Wachstums zu erzeugen. Paech wiederum hält derartige Konzepte von grünem oder qualitativem Wachstum für unrealistisch.
Sonja Ernst im Deutschlandfunk hat zwar einerseits Zweifel, ob die Postwachstumsökonomie realistisch ist, erkennt aber an, dass das Buch „mit seinen konsequenten Forderungen mehr Anregungen als manche Weiter-So-Literatur“ enthalte.
Paech gilt laut dem Sozialforscher Matthias Schmelzer als einer der wichtigen Vertreter der an individueller Suffizienz orientierten Strömung der wachstumskritischen Bewegung. Im britischen Guardian wurde er 2012 in einem Artikel zur deutschen Postwachstumsbewegung als „one of the more high-profile members of this movement [...] who recently published a controversial new book called Liberation from Affluence [...]“ bezeichnet.
Laut der Wochenzeitung Die Zeit ist Paech „für viele klassische Ökonomen“ hingegen „ein Spinner. Einer, der sich mit seiner Radikalität in den Medien Gehör verschafft hat, dessen Vorstellungen sie aber für unrealistisch halten und dessen Methoden wissenschaftlichen Kriterien nicht genügen“. Auch laut der NZZ und dem DUZ Magazin ist der Begriff „Spinner“ eine verbreitete Bezeichnung für Paech. Laut dem Journalisten Stefan Laurin, Herausgeber des Blogs Ruhrbarone, ist die „Postwachstumsökonomie, vor allem in der Paechsen Ausprägung, eine menschenverachtende, gegen alle Ideen der Aufklärung stehende Ideologie, entstanden in jenem Sumpf, in dem völkisches- und ökologisches Denken eine grün-braune Brühe bilden“. Für öffentliche Kritik sorgte u. a. der Vorschlag von Paech, seine Nachbarn für seiner Meinung nach umweltschädliches Verhalten wie eine Flugreise zur Rede zu stellen. Hubertus Knabe, ehemaliger Direktor der Gedenkstätte Berlin-Hohenschönhausen, sah sich durch diese Forderung „an totalitäre Staaten“ erinnert, „in denen man dazu angehalten wurde, gegen seine Mitbürger zu agitieren“.
Befürworter erneuerbarer Energien und Branchenvertreter kritisieren zum Teil Paechs Mitwirkung in Lobbyverbänden wie der Naturschutzinitiative, da diese den Vogelschlag an Windkraftanlagen überzogen darstellen würden.
Paech ist Mitautor des Buches Geopferte Landschaften, welches den Verbrauch von Naturraum im Rahmen der Energiewende, vor allem für den Ausbau der Windenergie, kritisiert. Er spricht auch im Werbefilm zum Buch. Einer seiner Mitautoren ist Nikolai Ziegler, Vorsitzender der kohle- und kernkraftfreundlichen Vereinigung Vernunftkraft, dem personelle Überschneidungen zu klimawandelleugnenden Organisationen und Parteien wie EIKE und AfD vorgeworfen werden. Paech wird folglich unterstellt, er lehne die Energiewende ab. Er selbst bestreitet dies, fordert aber die Einbettung in eine Postwachstumsstrategie.

## Schriften (Auswahl)
- Nachhaltiges Wirtschaften jenseits von Innovationsorientierung und Wachstum. Eine unternehmensbezogene Transformationstheorie. Metropolis, Marburg 2005, ISBN 978-3-89518-523-6.
- Vom grünen Wachstum zur Postwachstumsökonomie. Warum weiteres wirtschaftliches Wachstum keine zukunftsfähige Option ist. In: Boris Woynowski et al. (Hrsg.): Wirtschaft ohne Wachstum?! Notwendigkeit und Ansätze einer Wachstumswende. 2012, ISSN 1431-8261
- Befreiung vom Überfluss. Auf dem Weg in die Postwachstumsökonomie. oekom, München 2012, ISBN 978-3-86581-181-3.
- Suffizienz und Subsistenz: Therapievorschläge zur Überwindung der Wachstumsdiktatur. In: Hartmut Rosa et al. (Hrsg.): Zeitwohlstand: Wie wir anders arbeiten, nachhaltig wirtschaften und besser leben. oekom, München 2013, S. 40–49, ISBN 978-3-86581-476-0.
- Mythos „Energiewende“. Der geplatzte Traum vom rückstandslosen, grünen Wachstum. In: Georg Etscheit (Hrsg.): Geopferte Landschaften. Wie die Energiewende unsere Umwelt zerstört. Heyne, München 2016, ISBN 978-3-453-20127-9.
- Zusammen mit Erhard Eppler: Was Sie da vorhaben, wäre ja eine Revolution… oekom, München 2016, ISBN 978-3-86581-835-5.
- Zusammen mit Manfred Folkers: All you need is less. Eine Kultur des Genug aus ökonomischer und buddhistischer Sicht. oekom, München 2020, ISBN 978-3-96238-058-8.
- Zusammen mit Nicolas Schoof und Rainer Luick: Respekt für das Insekt? Analyse des Aktionsprogramms Insektenschutz der deutschen Bundesregierung unter besonderer Beachtung transformativer Zugänge. Natur und Landschaft 7(95):316-324. DOI:10.17433/7.2020.50153847.316-324
- Zusammen mit Katja Gentinetta: Wachstum (Streitfragen). Westend Verlag, Frankfurt am Main 2022, ISBN 978-3-86489-867-9.